# Resistive random-access memory
 (juillet 2025).
Resistive random-access memory (RRAM ou ReRAM) est un type de mémoire non volatile en cours de développement par différentes entreprises, dont certaines en ont breveté des versions (par exemple Sharp Laboratories of America pour le brevet US 6531371 en juin 2001, Samsung Electronics pour le brevet US 7292469 en novembre 2004, et Micron Technology, Spansion, Macronix International, Winbond Electronics, Unity Semiconductor entre ces deux dates). La technologie comporte quelques similitudes avec la CBRAM et la PRAM (Phase-Change Random Access Memory).
En 2013, la presse informatique affiche de bons espoirs que la mémoire RRAM va détrôner la mémoire vive DRAM et la mémoire flash grâce à des performances plusieurs fois supérieures. Selon la société Crossbar, acteur majeur émergeant de la technologie RRAM, cette technologie permet de stocker 1 To de données sur une puce de la taille d’un timbre postal. Elle est également 20 fois plus rapide que la meilleure mémoire flash en août 2013, et consomme 20 fois moins d’énergie. Selon Crossbar, la production à grande échelle de leurs puces RRAM est prévue pour 2015, lors d’un entretien en août 2013.

## Origines et classification
Différentes formes de ReRAM ont été décrites, sur la base de matériaux diélectriques différents, s’étendant des pérovskites aux oxydes de métaux de transition et chalcogénures. Même du dioxyde de silicium a été utilisé pour exposer la commutation résistive dès 1967, et a été récemment revisitée,.
Leon Chua, qui est considéré comme le père de la théorie des circuits non-linéaires, a soutenu que tous les dispositifs de mémoire non volatile à 2 bornes, y compris les ReRAM, doivent être considérés comme des memristors. Stan Williams de HP Labs - co-inventeur d’un premier dispositif memristor fonctionnel en 2008 - a également fait valoir que tous les ReRAM devraient être considérés comme des memristors. Or, cet avis ne fait pas l’unanimité, étant donné que les contours délimitant la théorie du memristor restent encore en controverse, Un groupe de chercheurs, s’appuyant sur certaines expériences sur des systèmes ReRAM, plaident pour une extension de la théorie du memristor pour inclure les caractéristiques de non passage par zéro du ReRAM.
Un grand nombre de systèmes de matériaux inorganiques et organiques montrant des effets de commutation résistive thermiques ou ioniques ont été démontrés dans la littérature. Ceux-ci peuvent être regroupés dans les catégories suivantes:
- les chalcogénures à changement de phase comme Ge2Sb2Te5 ou AgInSbTe
- les oxydes binaires de métaux de transition comme NiO ou TiO2
- les pérovskites comme Sr(Zr)TiO3 ou PCMO
- les électrolytes à l’état solide comme GeS, GeSe, SiOx ou Cu2S
- les complexes à transfert de charge organiques comme CuTCNQ
- les systèmes donneurs-accepteurs organiques comme Al AIDCN
- divers systèmes moléculaires

## Mécanisme
L'idée de base est qu’un matériau diélectrique, qui est normalement isolant, peut être forcé à être conducteur à travers un filament ou un chemin de conduction après l'application d'une tension suffisamment élevée. La formation de la voie de conduction peut provenir de différents mécanismes, y compris des défauts, la migration de métal, etc. Une fois que le filament est formé, il peut être remis à zéro (cassé, ce qui entraîne une résistance élevée) ou réglé (re-formé, ce qui entraîne une résistance plus faible) par une tension appliquée de façon appropriée. Des données récentes suggèrent que de nombreux chemins de courant (multifilaments), plutôt que d'un seul filament, sont probablement impliqués.
Une cellule de mémoire peut être produite à partir de l'élément de commutation de base de trois manières différentes. Dans l'approche la plus simple, le seul élément de mémoire peut être utilisé comme une cellule de mémoire de base, et inséré dans une configuration dans laquelle les lignes de bits parallèles sont traversées par des lignes de mots perpendiculaires avec le matériau de commutation placé entre la ligne de mot et la ligne de bits à chaque point de croisement. Cette configuration est appelée une cellule de point de croisement (cross-point cell).
Étant donné que cette architecture peut conduire à un grand courant parasite dissimulé circulant à travers les cellules de mémoire non sélectionnées par les cellules voisines, la matrice de points de croisement peut avoir un accès en lecture très lent. Un élément de sélection peut être ajouté pour améliorer la situation, mais cet élément de sélection en consomme un surplus de tension et de puissance. Une série de connexions d'une diode dans chaque point de croisement permet d’inverser (mettre à zéro), ou au moins affaiblir les biais dans des cellules non sélectionnées, rendant les courants parasites dissimulés négligeables. Ceci peut être arrangé d'une manière compacte similaire à une cellule de point de croisement de base. Enfin un transistor (idéalement de type MOS) peut être ajouté, ce qui rend très facile la sélection d'une cellule, optimisant ainsi le temps d'accès aléatoire, mais le prix à payer est une augmentation de place occupée.
Pour les mémoires de type à accès aléatoire, une architecture de type transistor est préférée alors que l'architecture de point de croisement et l'architecture de diode ouvrent le chemin vers l'empilement des couches de mémoire, qui sont donc idéales pour des dispositifs de stockage de masse. Le mécanisme de commutation lui-même peut être classé en différentes dimensions. Il y a d'abord les effets où la polarité entre le basculement du niveau bas de la résistance vers le niveau haut (opération de remise à zéro) est inversée, comparés au basculement du niveau haut vers le niveau bas de la résistance (opération de mise à niveau). Ces effets sont appelés effets de commutation bipolaires (bipolar switching effects). Par contre, il y a aussi des effets de commutation unipolaire (unipolar switching effect) où les opérations de mise à niveau et de remise à zéro nécessitent toutes les deux la même polarité, mais des tensions de valeurs différentes.
Une autre manière de distinguer les effets de commutation est basée sur la localisation du chemin à faible résistance. De nombreux effets de commutation de résistance montrent un comportement filamentaire, où un seul ou quelques chemins résistifs très étroits existent à l'état de basse résistance. En revanche, la commutation homogène de toute la zone peut aussi être observée. Ces deux effets peuvent se produire soit sur toute la distance entre les électrodes ou seulement se produire à proximité de l'une des électrodes. Les effets de commutation filamenteux et homogènes peuvent être distingués par la mesure de la dépendance de la zone sur l'état de faible résistance.